# 加斯顿 (南卡罗来纳州)
加斯顿（英文：Gaston），是美国南卡罗来纳州下属的一座城市。城市类型是“Town”。其面积大约为5.31平方英里（13.76平方公里）。根据2010年美国人口普查，该市有人口1,645人，人口密度约为每平方 英里309.56人（约合每平方公里119.53人）。